# 57街-第七大道車站
57街-第七大道車站（英語：57th Street–Seventh Avenue station）是紐約地鐵BMT百老匯線的一個快車地鐵站，位於曼哈頓中城57街及第七大道交界，設有N線（任何時候停站）、Q線（任何時候停站）、R線（任何時候停站（深夜除外））、W線（僅平日停站）列車服務。
路線圖和廣播上，此站稱為「57街-第七大道車站」，但有時亦稱為「中城-57街車站」（英語：Midtown–57th Street station）。

## 車站結構
| G        | 街道層                | 出入口 |
| M        | 夾層                  | 閘機、車站詢問處 升降機位於： - 57街及第七大道西南角。 - 55街及第七大道東北角。註：月台層不可無障礙通行                   |
| P 月台層 | 南行                  | 往康尼島-斯提威爾大道（49街） · 往灣脊區-95街（49街） · 平日往白廳街-南碼頭（49街）                                       |
| P 月台層 | 島式月台，左/右側開門 | |
| P 月台層 | 南行                  | 經布萊頓往康尼島-斯提威爾大道（除深夜外時報廣場-42街，深夜時49街） · 繁忙時段經海灘往康尼島-斯提威爾大道（時報廣場-42街） |
| P 月台層 | 北行快速              | （繁忙時段）往96街（萊辛頓大道-63街）                                                                                     |
| P 月台層 | 島式月台，左/右側開門 | |
| P 月台層 | 北行                  | （平日） 往阿斯托利亞-迪特馬斯林蔭路（第五大道-59街） · 往森林小丘-71大道（第五大道-59街）                                |

此站在1919年7月10日啟用時，BMT百老匯線在此站以北結束，共有六條軌道，當中只有兩條軌道（慢車軌道）繼續途經60街隧道前往皇后區。其餘四條軌道，包括快車軌道和最外側軌道（兩條最外側軌道都是斜坡，未曾使用）在結束前稍為轉向西面，有計劃將路線途經中央公園西延長至曼哈頓上城。
設有兩個島式月台和四條軌道，此站是BMT百老匯線最北端的快車站。大部分BMT系統的距離零點都是此處。N線、R線與W線使用慢車軌道，在59及69街下方繼續向北前往皇后區，而Q線列車和部分繁忙時段N線列車使用中央快車軌道繼續向北沿BMT 63街線到萊辛頓大道-63街及第二大道線。BMT 63街線1989年興建以前，快車軌道在車站北面作為儲車支線（但1971至1978年間興建的63街線將此站和萊辛頓大道-63街車站連接起來）。快車軌道長400英呎。
車站以北，慢車軌道繼續途經60街隧道往皇后區，而快車軌道繼續前往63街，並設有轉轍器前往60街隧道。車站以南，兩條快車軌道之間、兩條北行軌道和兩條南行軌道之間各設有剪式橫渡線。

## 外部連結
- nycsubway.org—BMT Broadway Subway: 57th Street
- Station Reporter – N Train
- Station Reporter – R Train
- Station Reporter – Q Train
- MTA's Arts For Transit – 57th Street–7th Avenue (BMT Broadway Line)
- 57th Street entrance from Google Maps Street View
- 55th Street entrance from Google Maps Street View（页面存档备份，存于）
- Platform from Google Maps Street View （页面存档备份，存于）